# Smeđa krastača
Smeđa krastača (latinski: Bufo bufo) rasprostranjena je širom Europe osim u Irskoj i nekim sredozemnim otocima. Može je se naći do Sibira (Rusija) na istoku i sjeverozapadne Afrike (Maroko, Alžir, Tunis) na jugu.

## Opis
Odrasli primjerci mogu narasti do 18 cm. Njihova koža može biti od smeđe do zelene boje i ima bradavičast izgled. Kao zaštitu od grabežljivaca izlučuju bufagin, supstancu koja okusom odvraća većinu predatora. Jež i bjelouška su na ovu supstancu neosjetljivi. Premda odrasli primjerci provode najviše vremena na kopnu, ženke odlaze u stajaće vode i u njih polažu jajašca u karakterističnim nizovima nasuprot nakupinama kakve ostavlja obična žaba. Jaja liježu u proljeće s time da ženke pokušavaju jaja izleći u istoj vodi u kojoj su se i same izlegle. 

## Ponašanje
Smeđa krastača se hrani beskralješnjacima; kukcima, larvama, paucima, golaćima i crvima, koje hvataju svojim ljepljivim jezikom. Veći primjerci mogu pojesti malu bjeloušku ili poljskog miša. Obično su aktivne noću i po vlažnom vremenu. Danju se skriva pod kamenjem, u pukotinama stijena i u podzemnim rupama u kojima i prezimljuje.
U pojedinim državama (Njemačka, Velika Britanija, Poljska) pa i u Hrvatskoj, mnoge bivaju pregažene na cestama u tijeku migracije na područje razmnožavanja. Ponegdje se u svrhu zaštite grade posebni tuneli odn. uspostavljaju privremene patrole koje ih preko ceste prenose u vedrima. Smeđa krastača može se naći u Turopolju i na popisu je zaštićenih vrsta u Republici Hrvatskoj.